# Probeebei mirabilis
Probeebei mirabilis är en kräftdjursart som beskrevs av David R. Boone 1926. Probeebei mirabilis ingår i släktet Probeebei och familjen Parapaguridae. Inga underarter finns listade i Catalogue of Life.